# Hibiscus ribifolius
Hibiscus ribifolius är en malvaväxtart som beskrevs av Asa Gray. Hibiscus ribifolius ingår i Hibiskussläktet som ingår i familjen malvaväxter. Inga underarter finns listade i Catalogue of Life.